# Las Talitas
Las Talitas is een plaats in het Argentijnse bestuurlijke gebied Tafí Viejo in de provincie  Tucumán. De plaats telt 49.686 inwoners.